# Tempeljahr
Das altägyptische Tempeljahr umfasste aus Abrechnungsgründen nur 360 Tage, die in die altägyptischen Mondmonate unterteilt waren, wobei die fünf Zusatztage zwar berechnet, jedoch nicht explizit in der Definition erwähnt wurden. Der erste Monat eines Tempeljahres begann mit dem ersten Mondmonat nach dem heliakischen Frühaufgang von Sirius. 
Der Kalender des Tempeljahres wies nur geringfügige Abweichungen gegenüber dem Sonnenjahr auf. Der Stern Sirius benötigt etwa 365,25 Tage, um im nächsten Jahr wieder an gleicher Position zu erscheinen. Diese Dauer entsprach beispielsweise dem späteren julianischen, griechischen und römischen Kalender.
Im Normalfall hätte die Länge eines Sirius-Jahres, ähnlich wie im julianischen Kalender, in etwa 128 Jahren eine Abweichung von einem Tag gegenüber den Jahreszeiten bewirkt. Das Zusammenspiel von Eigenbewegung, Präzession und den veränderlichen Sonnenaufgangszeiten ließ jedoch Sirius etwa alle 115 Jahre gegenüber dem tatsächlichen Sonnenjahr einen Tag rückwärts durch die Jahreszeit wandern. Somit machte sich der Unterschied nur sehr langsam bemerkbar; nach etwa 1150 Jahren eine Differenz von zehn Tagen. Dieser Zeitraum ist gleichzusetzen mit der Epoche vom Beginn der Alten Reiches bis Anfang des Neuen Reiches.  

## Altes Reich
Im Alten Reich standen die fünf jährlichen Zusatztage noch am Anfang des Tempeljahres. Im Grab eines Gaufürsten ist im späteren Verlauf der altägyptischen Geschichte zu lesen:

„Seht, ein Tag des Tempels ist 1/360 des Jahres. Die (jährlichen) Einkünfte des Tempels an Brot, Bier, Fleisch und allen anderen Dingen werden in 360 Teile zerlegt. 1/360 der Einkünfte gilt als Tag des Tempels.“

Die rechnerische Aufteilung auf 360 Tage erleichterte die Tempelabrechnungen und Planungen für jedes Jahr. Die fünf Zusatztage wurden als „überflüssig“ angesehen, jedoch in den Abrechnungen erwähnt. Noch unter Ramses III. enthielt der zugehörige Festkalender 360 Tage.

## Mittleres Reich
Aus den Lahunpapyri des Mittleren Reiches geht hervor, dass beispielsweise die Phylen in den Totentempeln jeweils nacheinander wechselnd einen Mondmonat lang ihren Dienst im entsprechenden Totentempel ausübten. Die Einteilung des Dienstplanes der Phylen und Phylenvorsteher fußte auf dem Sothis-Mondkalender, der auch den Beginn eines Tempeljahres bestimmte.  
Im Gegensatz zum Kalender des Tempeljahres startete der Verwaltungskalender zunächst symbolisch mit dem Neujahrsfest, das am ersten Tag des Monats Wepet-renpet begangen wurde. Die zweite feierliche Begehung des Neujahrs richtete sich wiederum nach dem Mondkalender des Tempeljahres und fiel als Sothis-Fest auf den zwölften und letzten Mondmonat beziehungsweise in Schaltjahren auf den dreizehnten Mondmonat des Jahres.

## Neues Reich
Spätestens in der 19. Dynastie des Neuen Reiches erfolgte eine Verwaltungs- und Kalenderreform. Die bisherigen Mondmonate wurden in Einheiten von jeweils 30 Tagen aufgeteilt, so dass die Abhängigkeit vom Mondkalender entfiel. Gleichzeitig verlagerten sich die bisherigen Monate des Verwaltungskalenders auf den vorhergehenden Monat; beispielsweise lag der bislang erste Monat Wepet-renpet danach als Mesut-Re auf Rang zwölf.